# UBIGEO
UBIGEO és el sistema de codificació per a localitzacions geogràfiques (Código Ubicación Geografica) al Perú utilitzat per l'Institut d'Estadística Nacional (Instituto Nacional de Estadística e Informática) per codificar la subdivisió administrativa de primer nivell: regions, la de segon nivell: províncies i de tercer nivell: districtes.

## Sintaxi
El sistema de codificació utilitza números de dos dígits per a cada nivell de subdivisió. El primer nivell comença a numerar a 01 per a la Regió de l'Amazones i continua en alfabètic ordre fins a 25 fins a la Regió d'Ucayali. Les regions addicionals s'afegiran al final de la llista, començant amb el primer número disponible.
El segon nivell comença amb 0101 per la primera província a la Regió d'Amazonas: La província de Chachapoyas i continua fins a 2504 per a l'última província (Purus) a la Regió d'Ucayali. Les províncies es numeren per regió amb la primera província que sempre és aquell en el qual la capital de regions està situada. Les províncies restants es codifiquen en alfabètic ordre. Les províncies addicionals s'afegiran per regió al final de la llista, començant amb el primer número de província disponible.
El tercer nivell; comença amb 010101 per al primer districte a la primera província a la regió d'Amazonas: Districte de Chachapoyas i continua fins a 250401 per a l'últim districte a l'última província de la regió Ucayali: Districte de Purus. Els districtes es numeren per província amb el primer districte que sempre és on es troba la capital. Els districtes restants es codifiquen en ordre alfabètic ordre. Els districtes addicionals s'afegiran per província al final de la llista, començant amb el primer número de districte disponible.

## Exemples

### Regions
- 01 Regió d'Amazonas
- 02 Regió d'Ancash

### Províncies
- 0101 Província de Chachapoyas a la regió d'Amazonas.
- 0102 Província de Bagua a la regió d'Amazonas.
- 0201 Província de Huaraz a la regió d'Ancash.

### Districtes
- 010101 Districte de Chachapoyas a la província de Chachapoyas.
- 010102 Districte d'Asunción a la província Chachapoyas.